# Mabey-Johnson-Brücke

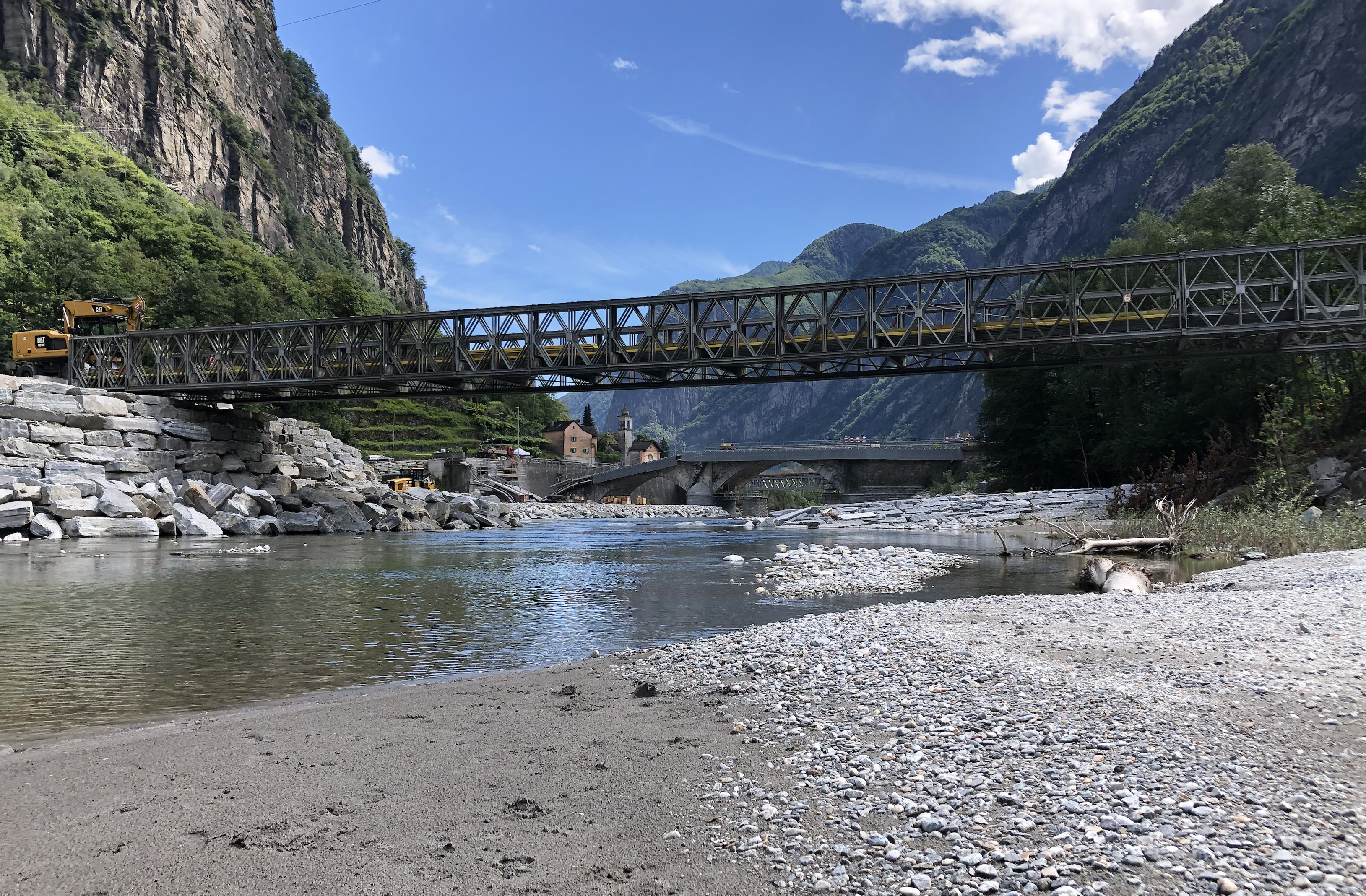
Behelfsbrücke nach dem Unwetter 2024 in Cevio, Kanton Tessin in der Schweiz

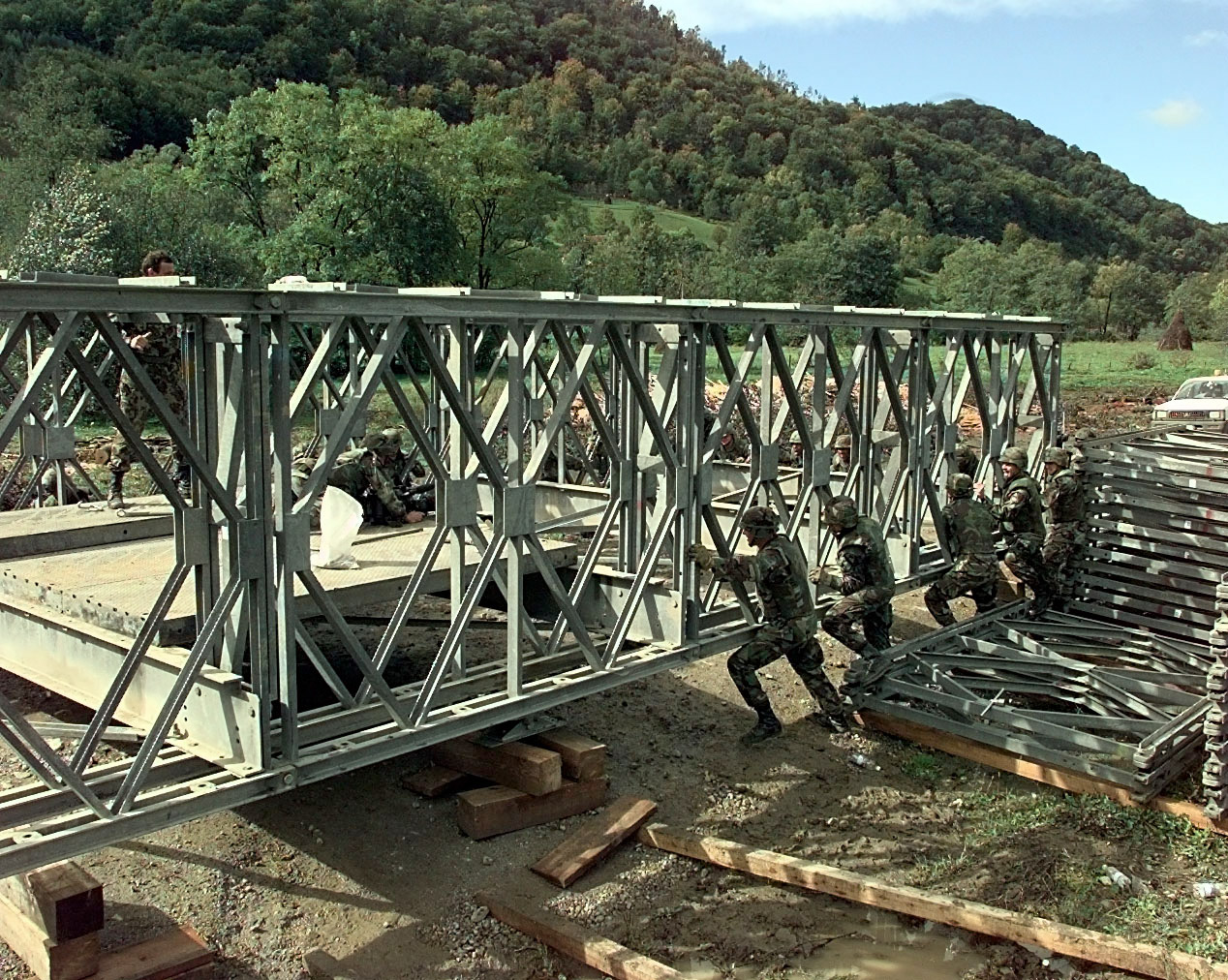
Bau einer Mabey-Johnson-Brücke in Bosnien-Herzegowina (1998)

Die Mabey-Johnson-Brücke ist eine vorgefertigte Fachwerkbrücke für militärische Zwecke.
Das System wurde von der britischen Mabey Group entwickelt und ist bei westlichen Streitkräften die Nachfolge der Bailey-Brücke aus dem Zweiten Weltkrieg.
Die einzelnen Segmente sind etwa 3 m (10 Fuß) lang und haben eine 4,20 m breite Fahrbahn. Ein bis zu 0,5 m breiter Fußweg kann innen eingerichtet oder mit bis zu 1,5 m Breite außerhalb des Seitengeländers montiert werden. Die Brücke kann auch als Pontonbrücke verwendet werden.